# Stuntpositioner

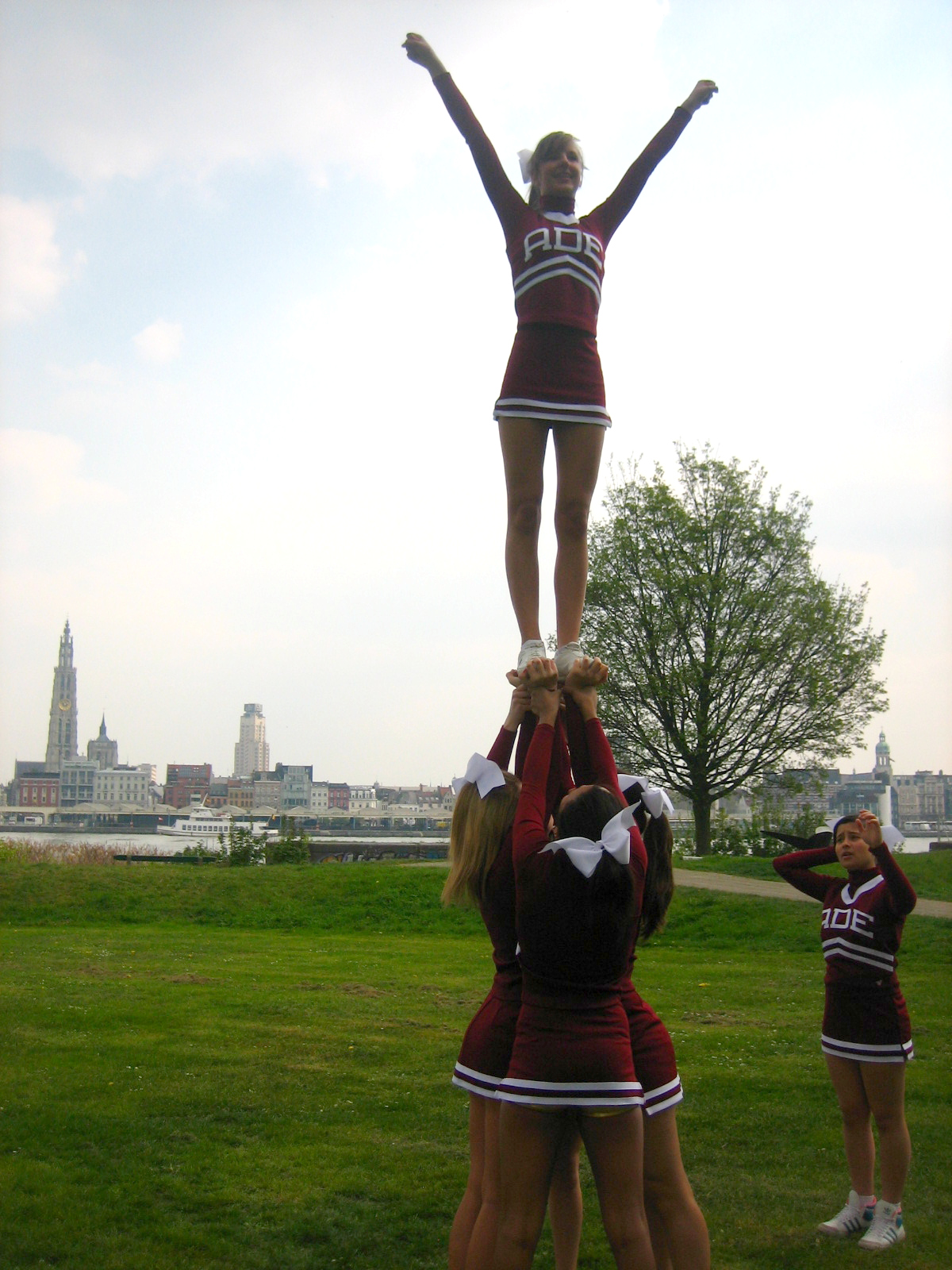
En stuntgrupp utför ett extension cupie-stunt.

Stuntpositioner är de olika positionerna i stunt, som är ett moment inom cheerleading.

## Topp
Toppen är personen som blir lyft eller kastad, det vill säga personen i luften. Toppen måste spänna sig, särskilt bål och rumpa, för att bli så lätt som möjligt att bygga med. Det är också viktigt att toppen låser ut knäna. För att man som topp ska kunna dra olika tricks i stunt så är både vighet och balans av stor betydelse. 

## Bas
Basernas jobb är att hålla toppen i luften och fånga toppen om stuntet faller. Baspar blir oftast indelade efter längd då det är väsentligt att de är i så jämn nivå som möjligt, så att de kan skapa en jämn plattform för toppen att stå på. Målet är att toppens höft ska hållas rak. Styrka är mycket viktigt för baserna, dels när stuntet är uppe men också när man dippar upp och ner ett stunt. Baserna använder främst benen för att få kraft i dippningar och kast.
I stunt där toppen står på ett ben finns det en main base och en secondary base. Det finns också stunt där det bara finns en bas, som kallas partner-stunt.

## Bakperson
Bakpersonen stabiliserar stuntet bakifrån och håller i de flesta stunt toppen runt anklarna. Bakpersonen hjälper också till att hjälpa toppen in och upp i stunt. När stunt utförs på ett ben hjälper bakpersonen toppen upp i stuntet genom att ge en rumpan en knuff rakt uppåt. I kast av olika slag fångar bakpersonen ryggen och huvudet. I stunt kollar bakpersonen på toppens höft eftersom höften visar hur stabilt stuntet är. Bakpersonen är fördelaktigt lång och har även kommando över stuntgruppen, eftersom hon eller han har en överblick över hela stuntgruppen.

## Framperson
Frampersonen står mitt emot bakpersonen och hjälper till att ge stuntet extra stabilitet och för att förhindra att stuntet faller framåt. Frampersonen kan också ge extra stöd åt basernas handleder i högre stunt. I lägre stunt har frampersonen sina händer på toppens smalben, ovanför bakpersonens händer. I kast fyller frampersonen funktionen att kastet går rakt upp samt ger kastet mer kraft. Frampersonen fångar sedan toppens ben.